# Racing Club de Bruxelles
Racing Club de Bruxelles – belgijski klub piłkarski, mający siedzibę w mieście Bruksela, w stolicy kraju.

## Historia
Chronologia nazw:
- 1.01.1894: Racing Club de Bruxelles
- 1897: fuzja z Sporting Club de Bruxelles
- 1921: Royal Racing Club de Bruxelles
- 23.06.1963: klub rozwiązano - po fuzji z R. White Star AC tworząc R. Racing White

Piłkarski klub Racing został założony w gminie Koekelberg stolicy Bruksela 1 stycznia 1894 roku. Wcześniej, w 1890 roku powstał jako klub lekkoatletyczny. Początkowo zespół grał tylko mecze towarzyskie, zwłaszcza przeciwko Sporting i Leopold. 1 września 1895 klub stał się jednym z 10 zespołów założycieli Belgijskiego Związku Piłki Nożnej, zwanym wtedy jako Union belge des sociétés de sports athlétiques (UBSSA). W sezonie 1895/96 debiutował w pierwszych mistrzostwach Belgii. Zdobył drugie mistrzostwo kraju w 1897 roku, a potem cztery razy, od 1900 do 1903 roku, był najsilniejszym zespołem w mistrzostwach. W 1902 klub przeniósł się na stadion Stade du Vivier d'Oie w gminie Uccle. Potem wyprzedził Union Saint-Gilloise, który wtedy był czterokrotnym mistrzem kraju. Swój szósty tytuł Racing wygrał w 1908 roku. To był jego ostatni tytuł. W 1912 roku po raz pierwszy został organizowany Puchar Krajowy, a pierwszym zwycięzcą został Racing.
Po przerwie związanej z I wojną światową klub już nie odgrywał wiodącą rolę w lidze. W 1921 roku klub został uznany przez "Société Royale" w związku z czym przemianowany na Royal Racing Club de Bruxelles. Był w stanie utrzymać się w Division d'Honneur w pierwszym roku po zakończeniu wojny, lecz nie mógł zapobiec degradacji w sezonie 1925 (końcowe 12.miejsce z 14). Racing był ostatnim z założycieli klubów, które opuściły najwyższą klasę belgijskich rozgrywek. W następnym sezonie zespół wygrał najpierw Serie A Promotion, a potem finał z FC Malinois i wrócił do najwyższej klasy. 
W grudniu 1926 roku w belgijskiej piłce nożnej powstał rejestr matriculaire, czyli rejestr klubów zgodnie ich dat założenia. Racing otrzymał nr rejestracyjny matricule 6. W sezonie 1926/27 zespół zajął 6.miejsce. W kolejnych czterech sezonach plasował się na dole klasyfikacji mistrzostw aż do roku 1930, kiedy zajął przedostatnie 13.miejsce i spadł do Division 1. Po dwóch sezonach klub powrócił, ale po dwóch następnych mistrzostwach znów spadł do Division 1. W 1937 roku, zespół nawet przegrał baraże o utrzymanie w drugiej lidze i spadł do Promotion. Wygrał grupę C Promotion i po roku wrócił do Division 1. W sezonie 1941/42 zwyciężył w grupie B Division 1 i powrócił do Division d'Honneur. Ale końcowe 15.miejsce nie uratowało przed spadkiem do drugiej dywizji.
Po zakończeniu II wojny światowej federacja poszerzyła elitarną dywizję do 19 zespołów, dzięki czemu Racing otrzymał możliwość występów w pierwszej lidze. Pierwsze dwa powojenne sezony zespół grał bardzo dobrze i zajął 4. i 5.miejsca odpowiednio. W następnych pięciu sezonach było gorzej, aż w 1952 roku zajął ostatnie miejsce i ponownie spadł do Division 2 (w 1952 nastąpiła zmiana nazw lig, najwyższa klasa nazywała się Division 1, druga - Division 2, itd.) Po dwóch latach klub powrócił do elitarnej dywizji, ale powrót był nieudanym - w sezonie 1954/55 zajął przedostatnie 15,miejsce i spadł ponownie do Division 2. Po dwóch latach został zdegradowany do Division 3. Kolejne dwa lata klub występował w trzeciej dywizji, następnie dwa lata w drugiej dywizji i po dwóch latach ponownie w trzeciej dywizji.
Zamożny biznesmen z Brukseli Emile Michiels stał się członkiem zarządu Racingu i kolejnego małego klubu R. FC La Rhodienne (numer rejestracyjny 1274). Ale po tym, kupił większościowy pakiet akcji R. White Star AC i stał się jego właścicielem. Henri Mabille, prezes Racingu był bardzo rozczarowany z decyzją Michielsa, ale zasugerował jemu pomysł fuzji. Prezydenci obu drużyn najpierw omówiły najważniejsze kwestie, a potem doszli do zgody o połączeniu.
Henri Mabille, prezes Racingu (podczas gdy klub grał w trzeciej lidze) chciał zachować numer rejestracyjny 6, ale White Star AC miał numer rejestracyjny 47, grał w drugiej lidze, więc rozpocząłby wspólne występy zespołu w drugiej lidze straciłby numer 6. W celu utrzymania numeru 6, zgodnie z przepisami belgijskiej federacji, do nowego klubu na stanowiskach administracyjnych musiała przejść zdecydowana większość pracowników Racingu. Oprócz tego:
- 21 i 22 czerwca 1963 Racing (nr 6) i FC La Rhodienne (nr 1274) zmieniły swoje nazwy i numery rejestracyjne.
- 23 czerwca 1963 Racing (nr 1274) połączył się z White Star AC (nr 47) tworząc Royal Racing White (nr 47).
- 23 czerwca 1963 R. FC La Rhodienne (nr 6) zmienił swoją nazwę na K. Sport St-Genesius-Rode (nr 6)[2]. W wyniku czego zespół klasyfikowany na trzeciej pozycji w Promotion (D4) awansował do Division 3.

28 sierpnia 1985 powstał nowy klub o nazwie Racing Club Bruxelles i otrzymał numer rejestracyjny 9012. Cztery lata później połączył się z SK Watermael (nr 7759). Nowy klub zachował numer rejestracyjny SK ale zaczął występować pod nazwą Racingu. Dwa lata później, odbyła się fuzja z RRC Boitsfort (nr 556), który grał na Stade des Trois Tilleuls. W 2004 roku został przemianowany ponownie, tym razem na Royal Racing Club de Bruxelles. Rok później powstał kolejny klub o nazwie RRK de Bruxelles 1891 (nr 9473). Oba kluby nadal istnieją (od 2011 roku), ale występują one tylko w rozgrywkach prowincji.

## Sukcesy

### Trofea międzynarodowe
Nie uczestniczył w rozgrywkach europejskich (stan na 31-05-2016).

### Trofea krajowe
| \| \| Zdobyte trofea w rozgrywkach Belgii (stan na: 31-03-2017) \| |                                                           |      |                                                        |
| Rozgrywki                                                          | Osiągnięcie                                               | Razy | Sezon(y)                                               |
| Mistrzostwo                                                        | I miejsce                                                 | 6    | 1896/97, 1899/1900, 1900/01, 1901/02, 1902/03, 1907/08 |
| Mistrzostwo                                                        | II miejsce                                                | 4    | 1897/98, 1903/04, 1904/05, 1906/07                     |
| Mistrzostwo                                                        | III miejsce                                               | 4    | 1898/99, 1905/06, 1911/12, 1912/13                     |
| Puchar                                                             | zdobywca                                                  | 1    | 1912                                                   |
| Puchar                                                             | finalista                                                 | 0    |                                                        |
| II liga                                                            | I miejsce                                                 | 3    | 1925/26, 1931/32 (B), 1941/42 (B)                      |
| II liga                                                            | II miejsce                                                | 1    | 1953/54                                                |
| II liga                                                            | III miejsce                                               | 1    | 1930/31 (B)                                            |
| Belgia                                                             | Zdobyte trofea w rozgrywkach Belgii (stan na: 31-03-2017) |      |                                                        |

- Division 3:
  - mistrz (2x): 1937/38, 1958/59

## Stadion
W latach 1954–1962 klub rozgrywał swoje mecze domowe na stadionie Stade du Heysel w Brukseli, który może pomieścić 70 000 widzów. W 1894 grał na boisku w gminie Koekelberg (teren obecnej Bazyliki), w 1895 przeniósł się na boisko na Longchamps w gminie Uccle. Dopiero od 1902 występował na stadionie Stade du Vivier d'Oie w Uccle (na którym w 1904 roku odbył się pierwszy mecz międzynarodowy Belgia-Francja, mógł zmieścić 3 tys. widzów). W 1948 zmienił stadion na nowo wybudowany Stade des Trois Tilleuls w gminie Watermael-Boitsfort, który mógł pomieścić 40 000 widzów. Ale po sześciu latach, klub został zmuszony do opuszczenia stadionu z powodu sporu, który powstał z władzami lokalnymi. Zespół znalazł schronienie na stadionie Heysel, gdzie grał prawie przy pustych trybunach. W 1962 przez problemy finansowe był zmuszony zmienić Heysel na prowincjalny Wauterbosstadion, znajdujący się poza stolicą, w Sint-Genesius-Rode.